# Asuka Lionera
Asuka Lionera (* 1987 in Thüringen) ist das Pseudonym einer deutschen Schriftstellerin von romantischer Fantasyliteratur, die mit dem Roman Frozen Crowns 1 – Ein Kuss aus Eis und Schnee bekannt wurde.

## Leben
Lionera absolvierte nach ihrem Abitur eine Ausbildung zur Bankkauffrau. Sie lebt mit ihrem Mann in Hessen.

## Literarisches Wirken
Bereits mit 12 Jahren begann Lionera sich eigene Geschichtsverläufe oder -enden von Animes in Form von Fan-Fictions auszudenken. Außerdem schrieb sie eigene RPGs (Role Playing Game für Computer) und erschuf dabei das 2005 als Demoversion veröffentlichte RPG-Projekt Divinitas. 2014 übertrug Lionera die Handlung über Gestaltwandler aus diesem Spiel in das gleichnamige Romantasy-Buch (romantische Fantasyliteratur), das 2015 im Drachenmond Verlag als ihr Debüt publiziert wurde. Darauf folgten die Bände Falkenmädchen und Löwentochter. Seitdem erschienen im Drachenmond Verlag der New-Adult-Roman (Liebesroman für junge Erwachsene) Ungenügend und weitere Romantasy-Romane.
Das ehemalige Imprint-Label vom Carlsen Verlag Dark Diamonds veröffentlichte seit 2017 weitere Reihen wie zum Beispiel Illuminated Hearts und Feral Moon. Ab 2020 erschienen im Imprint-Label Impress vom Carlsen Verlag  mehrere Romantasy-Reihen, unter anderem die überarbeitete Neuauflage der Romantasy-Reihe Divinitas mit den drei Teilen Falkenmädchen, Wolfsprinz und Löwentochter. Das Imprint-Label Loomlight vom Thienemann-Esslinger Verlag brachte 2020 die Romantasy-Dilogie Frozen Crowns heraus, deren erster Band Ein Kuss aus Eis und Schnee von der Autorin J. K. Bloom auf die Midlist des Skoutz-Awards 2021 in der Kategorie Fantasy gewählt wurde. Beide Bände wurden 2020 bei Hörbuch Hamburg mit den Sprechern Lydia Herms und Richard Feist vertont. 2021 veröffentlichte der Piper Verlag den New-Adult-Roman Let me kiss you und das Imprint-Label Planet! den ersten Band der Reihe Midnight Princess.
Neben Verlagsprojekten veröffentlichte Lionera auch Bücher in Selbstpublikation.
Lionera kategorisiert ihre Romane vorwiegend in das Genre Romantasy, Fantasyliteratur mit romantischer bis dramatischer Liebesgeschichte und mit – nach ihrer eigenen Aussage – „einer Menge Kitsch- und Herzschmerzmomenten“.

## Werke (Auswahl)

### Einzelbände
- Ungenügend. Drachenmond Verlag, Leverkusen 2016, ISBN 978-3-95991-224-2.
- Fenrir – Weltenbeben. Drachenmond Verlag, Leverkusen 2017, ISBN 978-3-95991-225-9.
- Let Me Teach You. Books on Demand, Norderstedt 2019, ISBN 978-3-7481-2024-7.
- Let me kiss you – Steven & Marie. Piper, München 2021, ISBN 978-3-492-50466-9.
- Gladiator's Love – Vom Feuer gezeichnet, Carlsen Verlag, Hamburg 2022, ISBN 978-3-551-58461-8.

### Son of Darkness Reihe
- Göttliches Gefängnis (Band 1). Dark Diamonds, Hamburg 2019, ISBN 978-3-646-30216-5.
- Goldene Bedrohung (Band 2). Dark Diamonds, Hamburg 2019, ISBN 978-3-646-30217-2.

### Illuminated Hearts Reihe
- Magierschwärze (Band 1). Dark Diamonds, Hamburg 2019, ISBN 978-3-551-30167-3.
- Nachtträger (Band 2). Dark Diamonds, Hamburg 2019, ISBN 978-3-551-30179-6.
- Verräterschatten (Band 3). Dark Diamonds, Hamburg 2019, ISBN 978-3-551-30184-0.

### Feral Moon Reihe
- Die rote Kriegerin (Band 1). Dark Diamonds, Hamburg 2019, ISBN 978-3-551-30138-3.
- Der schwarze Prinz (Band 2). Dark Diamonds, Hamburg 2019, ISBN 978-3-551-30157-4.
- Die brennende Krone (Band 3). Dark Diamonds, Hamburg 2019, ISBN 978-3-551-30161-1.

### Divinitas-Reihe
- Mit dir unter den Sternen – Eine Divinitas-Novelle (Vorgeschichte). Books on Demand, Norderstedt 2017, ISBN 978-3-7460-4718-8.
- Divinitas. Drachenmond Verlag, Leverkusen 2016, ISBN 978-3-95991-022-4.
- Falkenmädchen (Divinitas 1). Impress, Hamburg 2020, ISBN 978-3-551-30299-1.
- Wolfsprinz (Divinitas 2). Impress, Hamburg 2020, ISBN 978-3-551-30313-4.
- Löwentochter (Divinitas 3). Impress, Hamburg 2020, ISBN 978-3-551-30304-2.

### Stoneheart Reihe
- Geraubte Flamme (Band 1). Impress, Hamburg 2020, ISBN 978-3-551-30285-4.
- Befreites Feuer (Band 2). Impress, Hamburg 2020, ISBN 978-3-551-30269-4.

### Nemesis-Reihe
- Von Flammen berührt (Band 1). Impress, Hamburg 2021, ISBN 978-3-551-30369-1.
- Vom Sturm geküsst (Band 2). Impress, Hamburg 2021, ISBN 978-3-551-30370-7.
- Von der Erde erwählt (Band 3). Impress, Hamburg 2021, ISBN 978-3-551-30371-4.
- Vom Wasser beschützt (Band 4). Impress, Hamburg 2021, ISBN 978-3-646-60740-6.

### Frozen Crowns Reihe
- Ein Kuss aus Eis und Schnee (Band 1). Planet!, Stuttgart 2021, ISBN 978-3-522-50714-1.
- Eine Krone aus Erde und Feuer (Band 2). Planet!, Stuttgart 2021, ISBN 978-3-522-50715-8.

### Midnight Princess Dilogie
- Wie die Nacht so hell (Band 1). Planet!, Stuttgart 2021, ISBN 978-3-522-50756-1.
- Wie der Tag so dunkel (Band 2). Loomlight, Stuttgart 2022, ISBN 978-3-522-50757-8.

### In Anthologien
- Wenn Drachen fliegen. Drachenmond Verlag, Leverkusen 2017, ISBN 978-3-96189-150-4.
- Durch Eiswüsten und Flammenmeere. Hrsg. Christian Handel, Drachenmond Verlag, Hürth 2019, ISBN 978-3-95991-872-5.